# Scomberesox simulans
Scomberesox simulans (in het Engels dwergmakreelgeep genaamd) is een straalvinnige vis uit de familie van makreelgepen (Scomberesocidae) en behoort tot de orde van geepachtigen (Beloniformes). De vis is gemiddeld 9,0 cm maar kan een lengte bereiken van 13 cm.

Deze soort werd lang aangezien voor een onvolwassen gewone makreelgeep. 

## Leefomgeving
Deze kleine makreelgeep leeft in het zuidwestelijke en noordoostelijk deel van de Atlantische Oceaan en in de hele Indische Oceaan, zowel in de gematigde, als de tropische delen. Net als de gewone makreelgepen zwemmen zij in scholen aan het oppervlak in de open oceaan (in de pelagische zone). Zij leven daar van klein zoöplankton. Ze worden vaak gegeten door roofvissen als tonijn.

## Relatie tot de mens
Voor de beroepsvisserij is deze vis door zijn formaat van geen enkel belang.